# Municipio de Antelope (condado de Perkins)
El municipio de Antelope (en inglés: Antelope Township) es un municipio ubicado en el condado de Perkins en el estado estadounidense de Dakota del Sur. En el año 2010 tenía una población de 35 habitantes y una densidad poblacional de 0,38 personas por km².

## Geografía
El municipio de Antelope se encuentra ubicado en las coordenadas 45°20′43″N 102°45′38″O / 45.34528, -102.76056. Según la Oficina del Censo de los Estados Unidos, el municipio tiene una superficie total de 92.69 km², de la cual 92,28 km² corresponden a tierra firme y (0,44 %) 0,41 km² es agua.

## Demografía
Según el censo de 2010, había 35 personas residiendo en el municipio de Antelope. La densidad de población era de 0,38 hab./km². De los 35 habitantes, el municipio de Antelope estaba compuesto por el 100 % blancos. Del total de la población el 5,71 % eran hispanos o latinos de cualquier raza.